# 拓跋虎
拓跋虎（527年—564年3月28日），一名胜，原姓元，字山虎，河南郡洛阳县（今河南省洛阳市东）人，魏太武帝拓跋焘的后裔，西魏、北周官员。

## 生平
拓跋虎是北魏广阳王元嘉的曾孙，祖父元僧保出家为僧，牟发松考证元僧保曾立有“匡诩之功”，而很可能就是匡辅魏孝武帝元修西入关中，因为元僧保出家，不能以官爵酬赏，西魏朝廷就封赏元僧保的儿子元仲显，元仲显虚龄二十二岁即去世，所以封元仲显的儿子拓跋虎为琅琊郡王。拓跋虎虚龄十一岁时被封为琅琊郡王，食邑五百户。拓跋虎虚龄十五时，以太子洗马、谏议大夫为起家官，他有武艺，能左右开弓。大统八年（542年），拓跋虎跟随宇文泰进攻洛阳，大统九年（543年），拓跋虎又参与解围玉壁，都立下战功，因此出任使持节、车骑大将军、仪同三司，增加食邑一千户。大统十三年（547年），拓跋虎跟随蜀国公尉迟迥围困宜阳，西魏恭帝元年（554年），拓跋虎又跟随晋国公宇文护平定江陵。北周建立后，拓跋虎改封为云宁县公，增加食邑总计二千户。保定三年（563年），拓跋虎出任骠骑大将军、开府，持节、都督如故。保定四年二月，拓跋虎患病，三月一日（564年3月28日）在长安平定乡永贵里去世，虚岁三十八，三月廿六日（564年4月22日）归葬于石安北原，朝廷赠予冀定瀛三州诸军事、冀州刺史，谥号庄。

## 墓地与墓志
拓跋虎与夫人尉迟将男的墓地位于于咸阳市渭城区渭城乡坡刘村西，1990年7月因砖厂使用推土机取土而被发现，渭城区文管会随后进行了抢救性清理。拓跋虎墓志石边长42.5厘米，厚19厘米，志文为正书，带有隶书笔意，共28行，满行28字，共742字，首题“周使持节骠骑大将军开府仪同三司大都督云宁县开国公故拓跋氏墓志铭”。

## 家庭

### 曾祖
- 元嘉，北魏太保、司徒、都督九州诸军事、司州牧、广阳懿烈王[2]

### 祖父
- 元僧保[2]

### 父亲
- 元仲显[2]

### 夫人
- 尉迟将男，西魏使持节、骠骑大将军、仪同三司、大都督、原朔宜三州刺史、房子县开国公尉迟伐之女，封邓城郡君[4]，天和四年大岁己丑十一月庚子（569年12月8日）在长安私人住宅中去世，虚岁三十七，十一月廿五日（569年12月19日）与拓跋虎合葬[2][4]

### 子女
- 拓跋库多汗，北周云宁县公，食邑二千一百户[4]
- 拓跋湏摩，嫁越勤氏[4]